# Буки (глаголица)
Ⰱ, ⰱ (бу́ки, ст.‑слав. ⰱⱆⰽⱏⰹ / бѹкꙑ, хорв. ⰱⱆⰽⰻ / buki) — вторая буква глаголического алфавита, использовавшегося для записи старославянского и хорватского языков.

## Использование
Обозначала звук [b], соответствовала кириллической букве Б (буки). В глаголической системе счисления обозначала число 2.

## Происхождение
Версии происхождения глаголической буквы буки разнообразны: Шафарик видит в ней сходство с пальмирской буквой бет (‏𐡡‏‎), Рачки — с финикийской бет (‏𐤁‏‎), Амфилохий — с еврейской бет (‏ב‏‎). Григорович, Вондрак и Нахтигал связывали её с самаритянской буквой мим (‏ࠌ‏‎). Грунский и Кульбакин также ссылаются на восточные алфавиты. Тейлор и Беляев полагали, что буки происходит от курсивной греческой беты (β), а Ягич — от курсивной лигатуры μβ. Йозеф Вайс предпочитал еврейско-самаритянскую версию греческой по фонетическим и графическим причинам.
Гранстрем находит в глаголической буки начертания из греческого криптографического алфавита и западноевропейских искусственных алфавитов, а также астрологические знаки.

## Начертание
Исходная форма буквы (Ⰱ) встречается в Киевских листках и впоследствии переходит в Зографское, Мариинское и Ассеманиево Евангелия. Однако уже в сборнике Клоца буква состоит из двух частей, эта же форма появляется в синайских памятниках и древнейших хорватских манускриптах: Венских листках, Лондонских отрывках, отрывках Гршковича и Михановича. В отрывке святой Теклы, Люблянском гомилиарии, а впоследствии и в миссале Новака буква вновь принимает изначальное начертание. В позднейших уставных и полууставных рукописях верхняя часть становится существенно меньше. В курсивном же письме нижняя часть буквы вырождается.

## Связь с другими буквами
Угловатое начертание букв аз (Ⰰ) и буки (Ⰱ) контрастирует с округлым начертанием большинства других букв в болгарской глаголице и говорит о том, что никаких оснований считать столь же угловатую ша (Ⱎ) заимствованием из кириллицы нет.
В. Н. Щепкин отмечал сходство глаголической буки с соответствующей буквой кириллицы (Б).

## Кодировка
Заглавная и строчная формы глаголической буквы буки были добавлены в Юникод в версии 4.1 в блок «Глаголица» (англ. Glagolitic) под шестнадцатеричными кодами U+2C01 и U+2C31 соответственно.
Надстрочная формы буквы была закодирована в блоке Юникода «Дополнение к глаголице» (англ. Glagolitic Supplement) в версии 9.0, вышедшей 21 июня 2016 года, под кодом U+1E001.